# Вараждинські барокові вечори
Вараждинські барокові вечори - фестиваль класичної музики, який щороку проводиться у місті Вараждин, Хорватія. 

## Історія
Вараждинські барокові вечори  як фестиваль вперше пройшли в 1971 році і швидко стали популярними. У місті Вараждин в кінці вересня та на початку жовтня вечорами виконується музика у стилі бароко. Музичні твори залишають широке поле для авторської імпровізації. Барокові вокальні твори містять дві вокальні частини: перша частина виконується так, як задумав композитор, а друга частина супроводжується імпровізацією вокаліста: трелями, грейсами та іншими додатками. Частина барокових інструментів (поздовжні флейти, віола, лютня, клавесин, бассетгорн) вийшли з ужитку, і інструменти сучасного оркестру не завжди відповідають звучанню попередників. Але тексти у творах з вокалом розбірливі, особливо в області духовної музики. Сучасний вокал у барокових композиціях складніший порівняно з акомпанементом. Композитори музичних творів фокусуються на гармонії, їхня музика демонструє можливості заглибленого і багатостороннього втілення світу душевних переживань людини,
Здебільшого виступи відбуваються на різних майданчиках навколо Вараждина, але деякі частини фестивалю проходили також проходили в церквах та замках сусідніх міст.

## Зміст фестивалю
«Вечори музики бароко» збирають виконавців і слухачів з багатьох країн. Концерти влаштовують у старовинних церквах і замках міста.
На фестивалі виступають низка хорватських та зарубіжних солістів, оперних співаків та філармонійних оркестрів. Як правило, зазвичай проходять музичні концерти. Але протягом останніх років на фестивалі також проводяться різні культурні заходи в стилі бароко,  в тому числі художні виставки, презентації книг тощо. Щорічно по завершенню фестивалю переможці отримують три нагороди: "Премія імені Івана Лукачича", "Премія Юріки Мурая" та "Премія Кантора".